# Fülöp Sándor (színművész)
Fülöp Sándor; Fóti (Kolozsvár, 1889. március 27. – Budapest, Józsefváros, 1974. augusztus 13.) színész.

## Életútja
Fülöp György és Pánya Anna fia. 1911. szeptember 1-én lépett színészi pályára. Első fellépése Mezei Kálmánnál volt Rimaszombatban, a Cigányszerelem című Lehár-operettben. 1912. szeptember 1-jén Komjáthy Jánoshoz szerződött Kassára. 1915 szeptemberében Sebestyén Gézánál játszott Budán, majd onnan Temesvárra ment. 1920-ban a Revű Színház tagja volt. 1924-ben a Blaha Lujza Színháznál működött, majd 1925-26-ban Nagyváradon, 1926-27-ben Miskolcon, 1927-28-ban Debrecenben, 1929-30-ban pedig Kassán szerepelt. 1930-31-ben Szegeden, 1931-32-ben az Új Színháznál játszott. 1933 és 1935 között újból Szegeden lépett fel, majd 1936-tól 1939-ig a Terézkörúti Színpadon, 1939 és 1944 között a Fővárosi Operettszínházban láthatta a közönség. 1952-től 1969-ig az Állami Falu-, később a Déryné Színházzal az ország több városában is megfordult.

## Magánélete
Házastársa Kochanovszky Olga színésznő volt, akit 1927. október 5-én Debrecenben vett nőül. Később elváltak.

## Főbb színházi szerepei
- Jacques Offenbach: Szép Heléna – Agamennon
- Emőd Tamás – Török Rezső: Ida regénye – Csorba Matyi
- Lehár Ferenc: Szép a világ – A király
- Szigligeti Ede: Liliomfi – Szilvai professzor

## Filmszerepei
- A falu rossza (1915)
- A nap lelke (1920)
- Túl a Nagykrivánon (1921)
- Egri csillagok (1923)
- Rongyosok (1925)
- Tavaszi zápor (1932) - báli rendező
- Pesti mese (1937) - tanuló
- Háromszázezer pengő az utcán (1937) - részeg rab
- A falu rossza (1937) - cigány
- A hölgy egy kissé bogaras (1938) - elmegyógyintézeti ápoló
- Dankó Pista (1940) - zenekari tag Oroszországban
- Vissza az úton (1940)
- Magdolna (1940) - Szász Elemér
- Egy csók és más semmi (1941) - Dr. Schön Tóni segédje
- Édes ellenfél (1941) - taxisofőr
- Szüts Mara házassága (1941) - pap
- Bob herceg (1941) - násznép tagja
- Kádár kontra Kerekes (1941) - végrehajtó
- Éjfélre kiderül (1942) - Csimbi, Molly volt táncpartnere
- Fráter Loránd (1942) - tűzoltó
- Egér a palotában (1942) - londíner a szállodában
- Férfihűség (1942) - mérnök
- A harmincadik...(1942) - férfi a kocsmában
- Katyi (1942) - színiiskolai szolga
- Egy bolond százat csinál (1942) - a bár portása
- Szeptember végén (1942) - küldönc a színházból
- Anyámasszony katonája (1943)
- Sárga kaszinó (1943)
- Futótűz (1943)
- Menekülő ember (1943) - jelmezbálozó férfi
- Ágrólszakadt úrilány (1943)
- Zörgetnek az ablakon (1943)